# 檸檬酸鐵
檸檬酸鐵，可視為三價鐵（Fe3+
）和檸檬酸所衍生的幾種共軛鹼。這些錯合物大多呈橙色或紅褐色固體，微溶於熱水，其水溶液在pH值小於2的環境下呈橘色或橘黃色，大於2時則變為綠色。
檸檬酸鐵在生物體中為代謝鐵的重要化合物。例如植物根部與一些微生物釋出檸檬酸根離子，以便從土壤中不溶性的含鐵化合物（如氫氧化鐵）中提取鐵，並形成可被有機體所吸收的檸檬酸鐵鹽。
檸檬酸鐵在醫學上用於透析血液並調節慢性腎臟病患者的鐵水平。它作用於飲食中存在的磷酸鹽並形成難溶性化合物，從而減少消化系統對其的吸收。

## 結構
由於檸檬酸鐵容易形成錯合物、低聚物和聚合物，因此，檸檬酸鐵不能明確的被單個定義，應視為同一族化合物，且其所有複合物都具有相同的分子式和不同的結構。
而這些複合物擴散到整個溶液，不同形式的檸檬酸鐵可以並存。在達到酸鹼平衡的狀態下，檸檬酸鐵會形成不溶性的紅色聚合物。其他環境條件下則為形成陰離子錯合物，如[[Fe
2C
6H
4O
7]2(H
2O)2]2−。在過量檸檬酸根離子的情況下，鐵會形成帶負電的錯合物，例如[Fe(C
6H
4O
7)2]5−和[Fe
9O(C
6H
4O
7)8(H
2O)3]7−。

## 製備
檸檬酸鐵可以經由化學計量後將四水合硫酸鐵添加到pH值3.0的檸檬酸氫氧化鈉混合液中，再通過乙醇使此複合物沉澱。

## 化學性質

### 光還原
三價鐵離子在檸檬酸鐵（或三價鐵的羧酸鹽）通過光（特別是藍光和紫外光）還原後，會伴隨著與羥基相鄰的羧基氧化後以亞鐵離子狀態呈現，並產生二氧化碳和丙酮二羧酸鹽：
2Fe3++R2-C(OH)-CO−
2→2Fe2+
 + R2-C=O + H+
 + CO
2
其中-R表示CH
2CO−
2的官能基處。該反應無法在pH值 > 5.0 或 < 1.5 或者無水的非質子溶劑（如乙腈）環境下觀測。在pH值約2.9的水中，其可以達到最高量子效率，且即使在固態環境下也能反應。
該反應對於植物的新陳代謝亦有重要作用：土壤中的鐵質由根部吸收，而檸檬酸鐵溶解在樹汁裡，最終傳輸至葉片上照光還原為二價鐵，並轉運回植物細胞。